# دوداراك
دوداراك هي بلدة في مقاطعة غيجدفان في ولاية بخارى في أوزبكستان.